# Hubert Tomalski
Hubert Tomalski (ur. 19 sierpnia 1993 w Opatowie) – polski piłkarz grający na pozycji ofensywnego pomocnika, od 2025 w Stali Stalowa Wola.

## Kariera juniorska
Tomalski grał jako junior w Alicie Ożarów, KSZO Ostrowiec Świętokrzyski (2007–2011) i w drużynie Wisły Kraków w rozgrywkach Młodej Ekstraklasy (2011–2013).

## Kariera seniorska

### Pogoń Siedlce
Tomalski przeszedł do Pogoni Siedlce 25 lipca 2013. Zadebiutował u nich 3 sierpnia 2013 w meczu ze Stalą Rzeszów (przeg. 1:0). Pierwszą bramkę zdobył 1 czerwca 2014 w wygranym 3:1 spotkaniu przeciwko Siarce Tarnobrzeg. Łącznie rozegrał dla nich 31 meczów strzelając jednego gola.

### Pogoń Siedlce II
Tomalski zaliczył debiut w rezerwach Pogoni Siedlce 20 sierpnia 2014 w przegranym 4:1 spotkaniu przeciwko Pilicy Białobrzegi. Pierwszego gola strzelił 18 października 2014 w meczu z Ursusem Warszawa (wyg. 1:3). Ostatecznie w ich barwach wystąpił 25 razy zdobywając 5 bramek.

### Chełmianka Chełm
Tomalski przeniósł się do Chełmianki Chełm 5 sierpnia 2015. Zadebiutował u nich 8 sierpnia 2015 w meczu z Motorem Lublin (przeg. 3:1). Pierwszą bramkę zdobył 22 sierpnia 2015 w zremisowanym 1:1 spotkaniu przeciwko Piastowi Tuczempy. Łącznie rozegrał dla nich 33 mecze strzelając 12 goli.

### Siarka Tarnobrzeg
Tomalski trafił do Siarki Tarnobrzeg 30 czerwca 2016. Debiut dla nich zaliczył 16 lipca 2016 w meczu Pucharu Polski z Odrą Opole (wyg. 0:3), strzelił wtedy też swojego pierwszego gola. Ostatecznie w barwach tego klubu wystąpił 35 razy zdobywając 6 bramek.

### Raków Częstochowa
Tomalski przeszedł do Rakowa Częstochowa 9 czerwca 2017. Zadebiutował u nich 15 lipca 2017 w meczu Pucharu Polski z Wisłą Puławy (przeg. 3:2). Pierwszą bramkę zdobył 16 września 2017 w wygranym 2:3 spotkaniu przeciwko Chrobremu Głogów. Łącznie dla tego klubu rozegrał 23 mecze strzelając 4 gole.

### Puszcza Niepołomice
Tomalski przeniósł się do Puszczy Niepołomice 1 lipca 2018. Debiut dla nich zaliczył 29 lipca 2018 w wygranym 1:0 spotkaniu przeciwko Stali Mielec. Pierwszego gola strzelił 4 sierpnia 2018 w meczu z GKS Jastrzębie (wyg. 0:2).

### Stal Stalowa Wola
10 lipca 2025 został zawodnikiem Stali Stalowa Wola.

## Statystyki

### Klubowe
(aktualne na dzień 24 maja 2025)
| Klub                | Sezon              | Liga               | Liga  | Liga   | Puchar kraju | Puchar kraju | Suma  | Suma   |
| Klub                | Sezon              | Liga               | Mecze | Bramki | Mecze        | Bramki       | Mecze | Bramki |
| ------------------- | ------------------ | ------------------ | ----- | ------ | ------------ | ------------ | ----- | ------ |
| Pogoń Siedlce       | 2013/14            | II liga            | 27    | 1      | 0            | 0            | 27    | 1      |
| Pogoń Siedlce       | 2014/15            | I liga             | 4     | 0      | 0            | 0            | 4     | 0      |
| Pogoń Siedlce       | Ogólnie            | Ogólnie            | 31    | 1      | 0            | 0            | 31    | 1      |
| Pogoń Siedlce II    | 2014/15            | III liga           | 25    | 5      | 0            | 0            | 25    | 5      |
| Pogoń Siedlce II    | Ogólnie            |                    | 25    | 5      | 0            | 0            | 25    | 5      |
| Chełmianka Chełm    | 2015/16            | III liga           | 33    | 12     | 0            | 0            | 33    | 12     |
| Chełmianka Chełm    | Ogólnie            | Ogólnie            | 33    | 12     | 0            | 0            | 33    | 12     |
| Siarka Tarnobrzeg   | 2016/17            | II liga            | 33    | 5      | 2            | 1            | 35    | 6      |
| Siarka Tarnobrzeg   | Ogólnie            | Ogólnie            | 33    | 5      | 2            | 1            | 35    | 6      |
| Raków Częstochowa   | 2017/18            | I liga             | 22    | 4      | 1            | 0            | 23    | 4      |
| Raków Częstochowa   | Ogólnie            | Ogólnie            | 22    | 4      | 1            | 0            | 23    | 4      |
| Puszcza Niepołomice | 2018/19            | I liga             | 21    | 4      | 3            | 1            | 24    | 5      |
| Puszcza Niepołomice | 2019/20            | I liga             | 27    | 2      | 1            | 0            | 28    | 2      |
| Puszcza Niepołomice | 2020/21            | I liga             | 26    | 2      | 4            | 2            | 30    | 4      |
| Puszcza Niepołomice | 2021/22            | I liga             | 21    | 1      | 0            | 0            | 21    | 1      |
| Puszcza Niepołomice | 2022/23            | I liga             | 27    | 3      | 2            | 1            | 29    | 4      |
| Puszcza Niepołomice | 2023/24            | Ekstraklasa        | 21    | 0      | 2            | 0            | 23    | 0      |
| Puszcza Niepołomice | 2024/25            | Ekstraklasa        | 14    | 0      | 2            | 0            | 16    | 0      |
| Puszcza Niepołomice | Ogólnie            | Ogólnie            | 157   | 12     | 14           | 4            | 171   | 16     |
| Ogólnie w karierze  | Ogólnie w karierze | Ogólnie w karierze | 301   | 39     | 17           | 5            | 318   | 44     |